# 大久保山
大久保山（おおくぼやま）は、かつて静岡県沼津市に存在した標高140mの山。現在、大久保山の跡地には、沼津市の南部浄化センターと沼津市南消防署静浦分遣所が建設されている。

## 開発
松庫工業株式会社が東名高速道路の由比、蒲原間の埋め立てに際し、伊豆の各地から大量の石材を買付け出荷していた。このことを聞きつけた地元獅子浜の人々と、松庫工業の要請もあって大久保山の開発の話が持ち上がった。

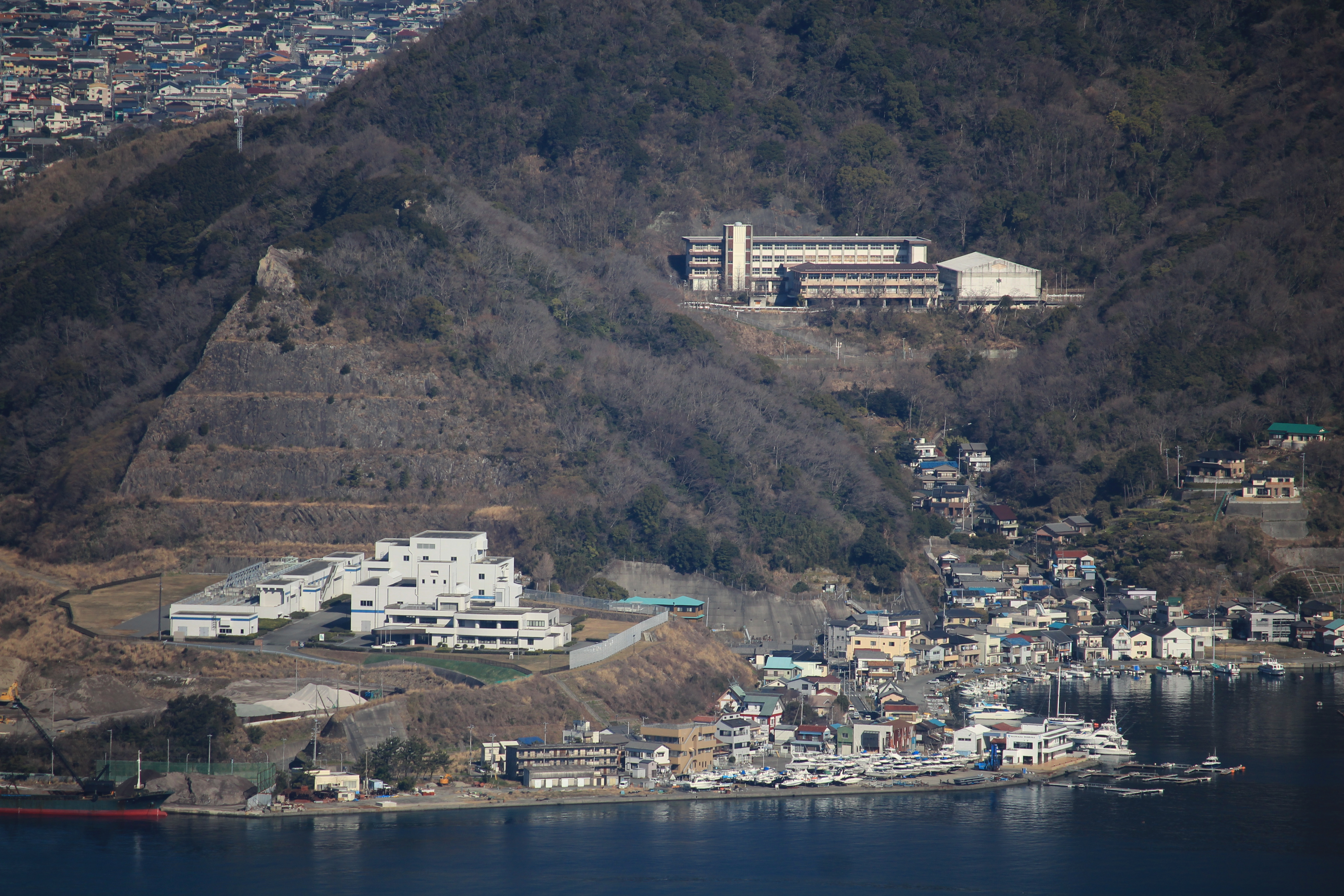
大久保山の跡地

大久保山はデイサイトの貫入岩体で、柱状節理の多い石山であり、岩の亀裂に多量の土を含んでいるため、雨量の多い時に山崩れや落石が起こり、西岸唯一の交通路であった県道を塞ぐこともあった。その度に住民は船を使って市街地に通わなければならず、この山を「与太山」と言って嫌っていた。
1963年3月に松庫工業が基本契約を締結して開発が始まった。採石は東京湾の埋め立て等に利用された。採石跡地は県と市に寄付され、現在ではおよそ20mから30mの高さとなっているが、地図にその名を留めていない。